# Port Salerno
Port Salerno es un lugar designado por el censo ubicado en el condado de Martín en el estado estadounidense de Florida. En el Censo de 2010 tenía una población de 10.091 habitantes y una densidad poblacional de 966,07 personas por km².

## Geografía
Port Salerno se encuentra ubicado en las coordenadas 27°8′43″N 80°11′19″O / 27.14528, -80.18861. Según la Oficina del Censo de los Estados Unidos, Port Salerno tiene una superficie total de 10.45 km², de la cual 9.13 km² corresponden a tierra firme y (12.57%) 1.31 km² es agua.

## Demografía
Según el censo de 2010, había 10.091 personas residiendo en Port Salerno. La densidad de población era de 966,07 hab./km². De los 10.091 habitantes, Port Salerno estaba compuesto por el 82.24% blancos, el 9.12% eran afroamericanos, el 0.61% eran amerindios, el 0.67% eran asiáticos, el 0.07% eran isleños del Pacífico, el 5.18% eran de otras razas y el 2.1% pertenecían a dos o más razas. Del total de la población el 14.75% eran hispanos o latinos de cualquier raza.